# 绒毛肉实树
绒毛肉实树（学名：Sarcosperma kachinense）为山榄科肉实树属下的一个种。

## 扩展阅读
- 維基物種上的相關：绒毛肉实树